# Sherry Jackson
Sherry Jackson (* 15. Februar 1942 in Wendell, Idaho) ist eine US-amerikanische Schauspielerin im Ruhestand und ehemaliger Kinderstar.

## Leben und Karriere

### Frühe Jahre
Sherry Jackson wurde 1942 in Wendell, Idaho geboren. Ihre Mutter Maurita Kathleen Gilbert erteilte ihr und ihren Brüdern Curtis Loys Jackson Jr. und Gary L. Jackson schon früh Schauspiel–, Gesangs– und Tanzunterricht. Sie hatte einen weiteren Bruder namens Robert Jackson. Ihr Vater Curtis Loys Jackson Sr. starb, als sie sechs Jahre alt war, und ihre Mutter zog mit der Familie von Wendell nach Los Angeles, Kalifornien.
Einem Bericht zufolge wurde ihrer Mutter, der in Idaho noch gesagt worden war, dass ihre Kinder in Filmen mitspielen sollten, von einem Tourbusfahrer, den sie in Los Angeles trafen, an einen Theateragenten verwiesen. Einem anderen Bericht zufolge wurde sie vom Freund eines Agenten empfohlen, der Jackson auf dem Sunset Strip Eis essen gesehen hatte. Vielleicht apokryphisch, aber noch im selben Jahr hatte sie ihren ersten Probefilm für Die Schlangengrube mit Olivia de Havilland, und im Alter von sieben Jahren trat sie in ihrem ersten Spielfilm auf, dem Musical You’re My Everything aus dem Jahr 1949 mit Anne Baxter und Dan Dailey in den Hauptrollen.
1950 freundete sich die junge Jackson mit dem Schauspieler Steve Cochran an, während sie mit ihm an Der König der Wildnis arbeitete. Steve stellte seinen Freund, den Schriftsteller Montgomery Pittman, ihrer verwitweten Mutter vor. Es entwickelte sich eine kleine Romanze und Pittman heiratete Maurita Jackson in einer kleinen Zeremonie am 4. Juni 1952 in Torrance, Kalifornien mit Jackson als Blumenmädchen und ihrem jüngeren Bruder Gary als Ringträger; Cochran selbst war Pittmans Trauzeuge. 1955 beauftragte Cochran Pittman mit dem Schreiben seines nächsten Films Er kam als Fremder, dem ersten Film, den Cochran selbst produzierte. Jackson spielte die Rolle von Cochrans stummer Tochter Annie Ballot, eine Rolle, die Pittman speziell für seine Stieftochter geschrieben hatte.
Während Jackson in den 1950er Jahren in mehreren Ma– und Pa–Kettle–Filmen als Susie Kettle, eines der zahlreichen Kinder des Titelpaares, auftrat, spielte sie auch in Menschenschmuggel (1950) mit, in dem John Garfield seine vorletzte Filmrolle übernahm. 1952 verkörperte Jackson die emotional unbeständige Visionärin und Askete Jacino Marto in Die Heilige von Fatima und im darauffolgenden Jahr spielte sie John Waynes Tochter in Ärger auf der ganzen Linie zum Thema Fußball.

### The Danny Thomas Show/Make Room For Daddy
Von 1953 bis 1958 spielte Jackson die ältere Tochter Terry Williams in The Danny Thomas Show (während der ersten drei Staffeln als Make Room For Daddy bekannt). Im Laufe ihrer fünf Jahre in der Serie baute sie eine starke Bindung zu ihrem Filmvater und ihrer Filmmutter auf. Jean Hagen, die ihre Mutter porträtierte, verließ die Serie nach der dritten Staffel im Jahr 1956.
Jackson war erschöpft vom unerbittlichen Tempo des Drehs der Produktion und verließ das Programm zu Beginn der sechsten Staffel, nachdem ihr Fünfjahresvertrag ausgelaufen war. Um es den Autoren zu ermöglichen, der Figur den letzten Schliff zu verleihen, spielte die Schauspielerin Penny Parker in vierzehn Episoden der siebten Staffel die Rolle, in denen sie heiratet und wegzieht. Jacksons Einfluss auf das Danny–Thomas–Publikum war so groß, dass sie am 8. Februar 1960 einen Stern für „Television“ im 6324 Hollywood Boulevard auf dem Hollywood Walk of Fame erhielt. 1970 kehrte Jackson als Terry für die erste Folge der neuen Serie Make Room For Granddaddy zurück.

### Spätere Rollen
In den nächsten Jahren erweiterte Jackson ihr Spektrum an Schauspielrollen durch Gastauftritte in Fernsehserien und trat als Auftragsmörderin in 77 Sunset Strip auf, als befreite Apache–Gefangene in The Tall Man, als Alkoholikerin in Mr. Novak und als instabile werdende Mutter in Wagon Train. Jackson trat auch als Gast der neunten Folge der ersten Staffel, Die Schwester, der Fernsehserie Westlich von Santa Fé auf und spielte die Rolle eines Pferde reitenden Geschwisters zweier verliebter Brüder. In der Westernserie Maverick übernahm sie in der Episode Red Dog die Rolle einer promiskuitiven jungen Braut an der Seite von Roger Moore, Lee Van Cleef und John Carradine. Nach einem Auftritt im Jahr 1965 bei Gomer Pyle, U.S.M.C. hatte sie unter anderem Gastauftritte in Verschollen zwischen fremden Welten (in der Episode The Space Croppers an der Seite von Angela Cartwright, mit der sie schon in The Danny Thomas Show zusammen gearbeitet hatte), Meine drei Söhne, Im Wilden Westen, Batman und dem Original von Raumschiff Enterprise.
1967 spielte Jackson die Rolle der Samantha in Gunn und im darauffolgenden Jahr eine Rolle in Der Satans–Engel von Nevada. 1973 trat sie an der Seite von Don Murray und Carol Lynley in dem Film Cotter auf. Es folgten weitere Rollen in Fernsehfilmen, wie Wild Women (1970), Hitchhike! (1974), The Girl on the Late, Late Show (1974), Returning Home (1975), Enigma (1977), Curse of the Moon Child (1977), Brenda Starr, Reporter (1979) und Casino (1980).
In den 1970er bis zu den frühen 1980er Jahren hatte Jackson zudem Gastauftritte in den Fernsehserien Wo die Liebe hinfällt (1971), Detektiv Rockford – Anruf genügt (1975), Starsky & Hutch (1976), Die Zwei mit dem Dreh (1976), Die Straßen von San Francisco (1977), Barnaby Jones (1978), Der unglaubliche Hulk (1978), Fantasy Island (1979), Vegas (1979), Drei Engel für Charlie (1980) und CHiPs (1980).
In den 1980er Jahren zog sich Jackson weitgehend von der Schauspielerei zurück. 1992 spielte sie ihre letzte Rolle in einer Folge der Fernsehserie Springfield Story.

### Privatleben
Sherry Jackson war mit Lance Reventlow zusammen, nachdem er sich von seiner Frau Jill St. John entfremdet hatte.
Im Jahr 1967 begann sie eine mehrjährige Beziehung mit dem Geschäftsführer und Pferdezüchter Fletcher R. Jones. Am 7. November 1972 kam Jones bei einem Flugzeugabsturz acht Meilen östlich des Flughafens Santa Ynez im Santa Barbara County, Kalifornien, ums Leben.
Fünf Monate nach seinem Tod reichte Jackson eine Unterhaltsklage gegen seinen Nachlass ein und forderte mehr als 1 Million US-Dollar (das entspricht 6,9 Millionen US-Dollar im Jahr 2023). Ihre Anwälte gaben an, dass Jones ihr versprochen hatte, ihr mindestens 25.000 US-Dollar pro Jahr für den Rest ihres Lebens zur Verfügung zu stellen.

## Filmografie (Auswahl)
- 1949: You’re My Everything
- 1949–1951: Kleine Spiele aus Übersee (Fernsehserie, 2 Folgen)
- 1950: Ma and Pa Kettle Go to Town
- 1950: Covered Wagon Raid
- 1950: Menschenschmuggel
- 1951: Ma and Pa Kettle Back on the Farm
- 1952: Der König der Wildnis (The Lion and the Horse)
- 1952: Ma and Pa Kettle at the Fair
- 1952: Die Heilige von Fatima (The Miracle of Our Lady of Fatima)
- 1952: Ma and Pa Kettle on Vacation
- 1953: Ärger auf der ganzen Linie
- 1953: Lux Video Theatre (Fernsehserie, 1 Folge)
- 1953–1958: The Danny Thomas Show (Fernsehserie, 133 Folgen)
- 1956: Er kam als Fremder
- 1957–1961: Maverick (Fernsehserie, 2 Folgen)
- 1958: Westlich von Santa Fé (Fernsehserie, 1 Folge)
- 1959–1960: 77 Sunset Strip (Fernsehserie, 5 Folgen)
- 1960: Abenteuer am Mississippi
- 1962: Rauchende Colts (Fernsehserie, 2 Folgen)
- 1963: Mr. Novak (Fernsehserie, 1 Folge)
- 1963: Perry Mason (Fernsehserie, 1 Folge)
- 1964: Wagon Train (Fernsehserie, 1 Folge)
- 1965: Wild on the Beach
- 1965: Die Leute von der Shiloh Ranch (Fernsehserie, 1 Folge)
- 1966: Verschollen zwischen fremden Welten (Fernsehserie, 1 Folge)
- 1966: Batman (Fernsehserie, 2 Folgen)
- 1966: Raumschiff Enterprise (Fernsehserie, 1 Folge)
- 1967: Gunn
- 1968: Die Satans–Engel von Nevada
- 1970: Make Room For Granddaddy (Fernsehserie, 1 Folge)
- 1970: Wild Women (Fernsehfilm)
- 1971: Wo die Liebe hinfällt (Fernsehserie, 1 Folge)
- 1973: Cotter
- 1974: Hitchhike! (Fernsehfilm)
- 1974: The Girl on the Late, Late Show (Fernsehfilm)
- 1975: Detektiv Rockford – Anruf genügt (Fernsehserie, 1 Folge)
- 1976: Starsky & Hutch (Fernsehserie, 1 Folge)
- 1977: Die Straßen von San Francisco (Fernsehserie, 1 Folge)
- 1977: Enigma (Fernsehfilm)
- 1977: Action Man – Ein Mann, ein Kämpfer
- 1978: Barnaby Jones (Fernsehserie, 2 Folgen)
- 1978: Der unglaubliche Hulk (Fernsehserie, 1 Folge)
- 1979: Fantasy Island (Fernsehserie, 1 Folge)
- 1979: Brenda Starr, Reporter (Fernsehfilm)
- 1979: Vegas (Fernsehserie, 1 Folge)
- 1980: Drei Engel für Charlie (Fernsehserie, 1 Folge)
- 1980: CHiPs (Fernsehserie, 1 Folge)
- 1980: Casino (Fernsehfilm)
- 1991: Daughters of the Dust
- 1992: Springfield Story (Fernsehserie, 1 Folge)